# Quaesitosaure
El quaesitosaure (Quaesitosaurus, "llangardaix extraordinari") és un gènere representat per una única espècie de dinosaure sauròpode titanosauroïdeu, que va viure a la fi del període Cretaci, fa aproximadament 85 i 71 milions d'anys, en el Campaniano, en el que és avui Àsia. Oposat en la Formació Barun Goyot prop de Shar Tsav, Mongòlia per ua expedició mongola-sovietica en 1971 i va ser descrit per Kurzànov i Bànnikov en 1983.
És possible que nemegtosaure, també conegut solament per material cranial, sigui o un familiar proper de Quaesitosaurus, si no de fet una variació del mateix animal. No obstant les restes són menys complet que el de Nemegtosaurus. El musell de Q. orientalis sembla més ampli que en Nemegtosaurus i l'escamoso més curt i no entra en contacte amb el quadrat-yugal. Els processos dorsals dels maxil·lars i dels premaxilares són els que mancada, igual que els yugales, lacrimals, prefrontrales, i part del frontal, així que no es preserva cap part de les vores de les anrinas o de la finestra anteorbital, i les seves formes segueixen sent hipotètiques. La mandíbula aquesta essencialment completa. En 1994 Hunt i col·legues els van col·locar entre els dicreosàurids, però posteriorment i amb l'aparició de diversos exemplars de cranis de titanosàrids, l'hi inclou en aquest grup al costat de Nemegtosaurus.